# David Silveria

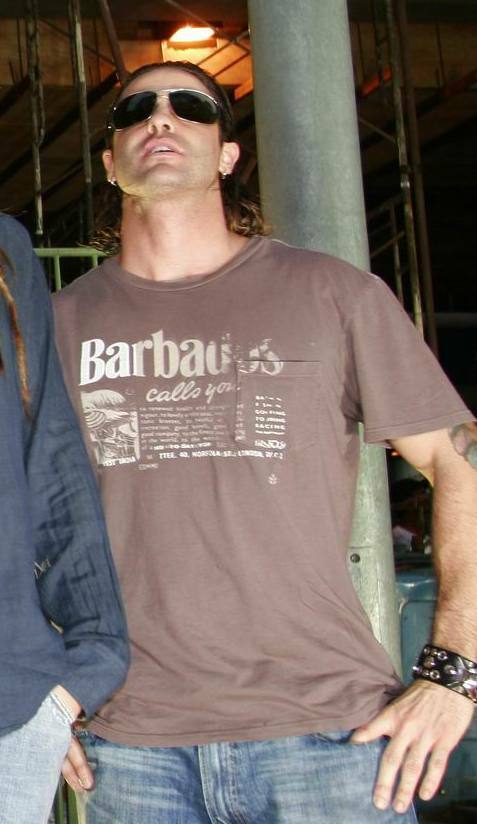
David Silveria (2006)

David Randall Silveria (* 21. September 1972 in San Leandro, Kalifornien) ist ein US-amerikanischer Schlagzeuger. Er ist Gründungsmitglied der Nu-Metal-Band Korn und war bis 2006 Schlagzeuger der Band.

## Laufbahn
Silveria wuchs mit drei Geschwistern (Darla, Tracy und Kelly) in Bakersfield in Kalifornien auf. Bereits mit vier Jahren begann er Djembé (afrikanische Trommel) zu spielen. Obwohl er den anderen Mitgliedern zu jung erschien, wurde er mit zwölf Jahren in die Band L.A.P.D. aufgenommen. Als dann Sänger Jonathan Davis zu der Band hinzu kam, wurde diese in Korn umbenannt.
Von April 1994 bis 2001 war Silveria mit Shannon Bellino verlobt. Die beiden haben zusammen einen Sohn (David Jr., geb. 1997). Gemeinsam mit seiner Ex-Frau besitzt er ein Sushi-Restaurant in Huntington Beach (Kalifornien). Daneben arbeitet er zeitweise als Model für Emik-Stunt-Crew. 
Im Dezember 2005 entschied sich Silveria, vorübergehend als Schlagzeuger von Korn zu pausieren, da er sich ausgelaugt fühle. 2006 verließ er die Band dauerhaft; sein Nachfolger wurde Ray Luzier. 
| Personendaten    | Personendaten                  |
| ---------------- | ------------------------------ |
| NAME             | Silveria, David                |
| ALTERNATIVNAMEN  | Silveria, David Randall        |
| KURZBESCHREIBUNG | US-amerikanischer Schlagzeuger |
| GEBURTSDATUM     | 21. September 1972             |
| GEBURTSORT       | Bakersfield, Kalifornien       |